# ليوتجارد الساكسونية
ليوتجارد الساكسونية (ليودغارد؛ 932 - 18 نوفمبر 953)؛ هي عضو في السلالة الأوتوية، كانت دوقة لوثارينجيا القرينة منذ عام 947 حتى وفاتها بعد زواجها من الدوق كونراد الأحمر، تعتبر هي وزوجها كونراد أسلاف السلالة السالية.

## السيرة الذاتية
كانت ليوتجارد الابنة الوحيدة لوالديها أوتو الأول ملك ألمانيا وزوجته الأولى إديث الأخت غير الشقيقة أثيلستان ملك إنجلترا، ولبناء علاقات أوثق زوجها الملك أوتو في عام 947 من كونراد الأحمر، الذي نصبه دوقًا للورين قبل ثلاث سنوات، لم يكن الزواج سعيدًا بشكل خاص فمع حوالي عام 950 أنجبت ليوتجارد ابنًا: أوتو من فورمس، رافق زوجها والدها الملك خلال حملته الإيطالية عام 951؛ ومع ذلك فقد اختلف معه بشأن الاتفاقيات المبرمة مع الملك برنغار الثاني.
توفيت ليوتجارد في ماينتس عام 953، وبعدها انضم كونراد الأحمر إلى تمرد شقيقها الأكبر ليودولف دوق شوابيا ورئيس الأساقفة فريدريك، وفي العام التالي تم إخضاعه أخيرًا لسلطة الملك أوتو وظل مخلصًا له؛ وتوفي في معركة ليشفيلد عام 955، توفي شقيقها ليودولف بعد ذلك بعامين، أثناء حملته إلي إيطاليا .
عند وفاة الإمبراطور أوتو عام 973 انتقلت الإمبراطورية إلى ابنه أوتو الثاني وزوجته الثانية أديلايد الإيطالية، وبدوره تم منح لابن شقيقه أوتو دوقية شوابيا، بينما أعطى ابنها أوتو دوقية كارينثيا عام 978، وعند وفاة الإمبراطور أوتو الثالث عام 1002 ظهر أوتو من فورمس أيضًا كمرشح في الانتخابات الملكية ولكنه تخلى عنه لصالح الدوق الأوتوني هنري الرابع البافاري حفيد عمها الدوق هنري الأول، وبعد وفاة الإمبراطور هنري، انتُخب حفيدها الأكبر كونراد الثاني ملكًا للرومان، وهو الأول من السلالة السالية.